# Cascia
Cascia ist eine italienische Gemeinde mit 2966 Einwohnern (Stand 31. Dezember 2023) in der Provinz Perugia in der Region Umbrien.

## Geografie

Die Lage von Cascia in der Provinz Perugia

Die Gemeinde erstreckt sich über rund 181 km². Von den 2966 Einwohnern leben heute etwa 3000 im historischen Ortskern. Die Gemeinde liegt etwa 80 Kilometer südöstlich von Perugia und ist Teil der Comunità montana Valnerina. Cascia selbst liegt in dem Valnerina (Neratal) zugehörigen Tal, welches Il Casciano genannt und vom Fluss Corno durchquert wird. Dieser entspringt am Monte Terminillo und fließt kurz nach Cascia bei Triponzo (Ortsteil von Cerreto di Spoleto) in den Nera. Der Ort in der klimatischen Einordnung italienischer Gemeinden in der Zone E, 2452 GR/G.
Die Nachbargemeinden sind Cerreto di Spoleto, Cittareale (RI), Leonessa (RI), Monteleone di Spoleto, Norcia und Poggiodomo.
Der Ort liegt in einem seismologisch gefährdeten Gebiet, größere Erdbeben fanden in den Jahren 1300, 1599, 1703 und 1979 statt. Im Ortsteil Roccaporena zerstörte ein Erdbeben 1962 mehrere Gebäude.

### Ortsteile (Frazioni)
Zu den Ortsteilen zählen:
- Avendita, Ortsteil mit ca. 150 Einwohnern ca. 5 km nordöstlich gelegen vom Hauptort auf einer Höhe von 873 m s.l.m. Der Ort wurde 1080 erstmals dokumentiert, damals unter dem Namen Aventedani.[3]
- Chiavano, Ortsteil mit ca. 40 Einwohnern ca. 8 km südöstlich gelegen vom Hauptort auf einer Höhe von 1128 m s.l.m. Der Ortsteil kam 1280 zum Gemeindegebiet, als Cascia die Grafschaft Chiavano eroberte und Cascia deshalb vom Papst Nikolaus III. exkommuniziert wurde. Dies wurde allerdings ein Jahr später gegen Zahlung von zweitausend Fiorini rückgängig gemacht. Der Ort wurde beim Erdbeben 1703 fast vollständig zerstört.
- Fogliano, Ortsteil mit ca. 120 Einwohnern ca. 4 km nordöstlich gelegen vom Hauptort auf einer Höhe von 827 m s.l.m.
- Roccaporena, Ortsteil mit ca. 70 Einwohnern ca. 6 km westöstlich gelegen vom Hauptort auf einer Höhe von 707 m s.l.m.
- Tazzo, Ortsteil mit ca. 15 Einwohnern ca. 3 km östlich gelegen vom Hauptort auf einer Höhe von 842 m s.l.m. Der Ort liegt am Berg Monte Minco und ist etruskischen Ursprungs.

weitere Ortsteile sind:
- Atri, Buda, Capanne di Roccaporena, Castel San Giovanni, Castel Santa Maria, Cerasola, Civita, Colforcella, Collegiacone, Colle di Avendita, Colle Santo Stefano, Colmotino, Coronella, Logna, Maltignano, Manigi, Ocosce, Onelli, Opagna, Palmaiolo, Poggio Primocaso, Puro, San Giorgio, Santa Anatolia, Trognano, Villa San Silvestro, Santa Trinità, Fustagna, Piandoli, Giappiedi, Capanne di Collegiacone, Sciedi, Serviglio, Valdonica.

## Geschichte
Die Gegend um den heutigen Ort wurde wahrscheinlich schon von den Italikern bewohnt, wie verschiedene Fundstücke, die sich heute im Museo Civico befinden, zeigen. Danach lebten die Sabiner im Ort, bis sie etwa um 300 v. Chr. von den Römern unterworfen wurden. Kaiser Augustus teilte den Ort in das Gebiet Regio IV: Samnium ein. Zu dieser Zeit hieß der Ort Pagus cassianus, aus dem später Cassia und dann Cascia wurde. Erstmals schriftlich wird der Ort im Jahr 553 erwähnt, während des Krieges der Byzantiner mit den Goten, als General Narses dem Aligern befahl, sich nach Cascia zurückzuziehen. Danach herrschten die Langobarden bis 789 und die Franken bis 962, dem Jahr, als Otto der Große dem Papst den Ort schenkte. Im 11. Jahrhundert entstand die Burg Castrum Cassiae auf der Hügelspitze, durch den Bevölkerungszuzug entstand bald darauf die Stadtmauer mit sieben Stadttoren um das heutige Stadtzentrum. Nach kurzer Zeit unter der Herrschaft von Spoleto unterwarf sich der Ort 1198 erneut einem Papst, Innozenz III., der dem Ort und den Orten in der Umgebung gewisse Freiheiten und Autonomien zugestand, aber Tributzahlungen verlangte. 1213 erlangten die Trinci die Herrschaft über die Gegend. 1310 griffen Einwohner des Ortes den König von Neapel, Robert von Anjou, der sich auf der Durchreise befand, an. Daraufhin wurde der Ort vom Grafen Roberto Acquaviva angegriffen und fast vollständig zerstört. Die Zeit danach wurde von den Kämpfen der Ghibellinen und Guelfen dominiert, wobei der Ort auf Seiten der letztgenannten und papsttreuen Fraktion stand. Papst Paul II. ließ zur Verteidigung des Ortes 1465 die Burg  Rocca di Cascia durch Battista da Castiglione errichten. Nach der Rebellion gegen Papst Leo X. 1513 ließ dieser die Burg am 6. April 1517 angreifen und zerstören. Nach dem Sacco di Roma 1527 übernahmen die Ghibellinen die Herrschaft im Ort. 1540 brach der Salzkrieg (Guerra del Sale) zwischen dem Kirchenstaat und Perugia um die vom Papst Paul III. eingesetzte Salzsteuer aus, an dem Cascia auf Seiten des Papstes teilnahm. 1596 erhielt Cascia von Papst Clemens VIII. das Stadtrecht, welches von den Päpsten Clemens XI. 1703 und Leo XII. 1824 bestätigt wurde. In der Zeit der napoleonischen Besetzung wurde das Gemeindegebiet 1809 in die bis heute existierenden Gemeinden Cascia und Poggiodomo aufgeteilt. 1860 wurde der Ort ins Königreich Italien integriert.

## Kirchen und Museen

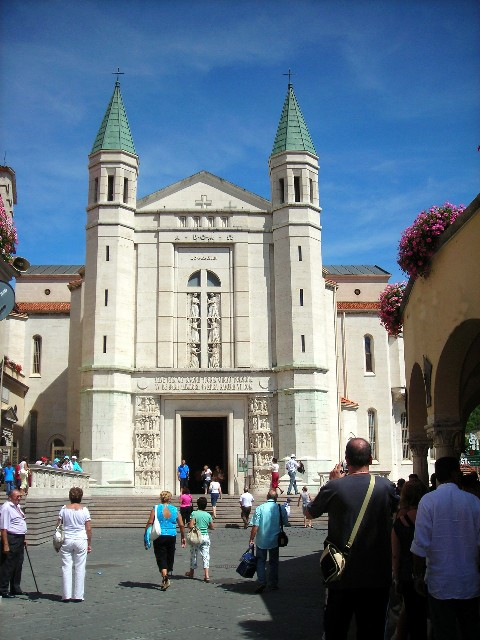
Die Basilika Santa Rita im Hauptort Cascia

### Basilica e Santuario di Santa Rita
Basilika und Sanktuarium, welches nach Rita von Cascia benannt wurde. Baubeginn der Basilika war der 20. Juni 1937, geweiht und zur Basilika ernannt wurde sie am 1. August 1955 durch Papst Pius XII. Das Gebäude entstand auf dem Gelände der alten Augustinerkirche, die selbst bereits 1577 renoviert wurde und älterem Ursprungs ist. Zum Gebäudekomplex gehören zudem das Monastero, das Oratorio del Crocifisso, die Cappella di Santa Rita (Teil der Basilika), die Cella di Santa Rita (Teil des Monasteriums) und die Chiesa della beata Rita (Teil der Basilika). Im Monasterium, dessen ältester Teil am Ende des 13. Jahrhunderts entstand und der Maria Magdalena gewidmet ist, lebte die Heilige Rita vierzig Jahre und verstarb auch hier. Es wird auch heute noch als Kloster genutzt. Im Coro antico befinden sich die sieben 1595 entstandenen Werke eines unbekannten lokalen Künstlers Il prodigio delle api, L’apparizione dei santi Giovanni Battista, Nicola da Tolentino, Agostino, Il ritrovamento nel coro, La vestizione religiosa, Il ricevimento della stigmata, La sparizione della stigmata und La ricomparsa della stigmata.

### Chiesa di San Francesco
Die Chiesa di San Francesco ist eine Kirche an der Piazza Garibaldi aus dem 13. Jahrhundert, die 1339 und 1424 erweitert wurde. Die Fassade wurde im 18. Jahrhundert vollendet und enthält ein Portal mit dem Fresko Madonna con Bambino tra San Francesco e Santa Chiara aus dem 15. Jahrhundert sowie eine Rosette aus dem Jahr 1424, eine Madonna col Bambino darstellend. Die Glocke des Campanile stammt aus dem Jahr 1280 und wird Giovanni Pisano zugeschrieben. Die Innenräume wurden im 17. Jahrhundert nach einem Erdbeben und 1738 verändert und enthalten das Fresko San Benedetto von Bartolomeo di Tommaso sowie das letzte nachweisbare Werk von Niccolò Circignani, genannt Il Pomarancio (Ascensione).

### Chiesa di Sant’Antonio Abate / Museo Civico
In der ehemaligen Kirche befindet sich heute das Museum (Museo Civico, seit 1998). Die Kirche wurde um das 14. Jahrhundert erbaut und im 1709 renoviert, um die Schäden des Erdbebens 1703 zu beheben. Dabei gingen das Presbyterium und der Coro delle monache mit Fresken aus dem 16. Jahrhundert verloren. Die Apsis enthält die Gemäldereihe Storie della vita di Sant’Antonio Abate (Geschichten aus dem Leben von Antonius der Große), die in sechzehn Bildern (Vocazione di Sant’Antonio, Donazione dei beni ai poveri, Vestizione del Santo, Prima tentazione, Altra tentazione, Ricostruzione dell’Oratorio, Cacciata del serpente, Apparizione di un angelo al Re di Palestina, Invio di una carovana da parte del Re, Arrivo della carovana presso la spelonca, Apparizione del demonio, Incontro con l’eremita Paolo, Visita dei due Santi eremiti ad altri monaci, Apparizione del corvo a Sant’Antonio e a San Paolo, Morte dell’eremita Paolo und Funerali di Sant’Antonio) dargestellt wird und wahrscheinlich durch hl. San Simone Fidati di Cascia (1285–1348) entstand. Von dem Maestro della Dormitio di Terni oder dem Maestro del Trittico di Terni stammen die Werke Annunciazione, I quattro Evangelisti und Madonna col Bambino, von Paolo da Visso das Werk Madonna, Ss. Michele Arcangelo e Antonio abate und von Domenico da Leonessa das Werk San Giorgio, welches 1462 entstand. Das sechzehnteilige Werk von Nicola da Siena, Storie della Vita di Cristo (1461), enthält die Themen Ingresso a Gerusalemme, L’ultima cena, Lavanda dei piedi, Orazione nell’orto, Cattura di Cristo, Flagellazione, Incoronazione di spine, Gesù davanti a Pilato, Ascesa al Monte Calvario, Crocifissione, Calvario, Deposizione dalla Croce, Pie donne al sepolcro, Discesa al Limbo, Resurrezione und Apparizione alla Maddalena. Die Gemäldegalerie des Museo Civico enthält Werke von Antonio Rizzo und seiner Werkstatt, darunter die Holzstatue San Sebastiano sowie Tobia e l’angelo (auch Tobiolo e l’Angelo genannt).

### Palazzo Carli / Biblioteca Comunale Tranquillo Graziani
Das Gebäude stammt aus dem 16. Jahrhundert und ist heute Sitz der Biblioteca Comunale Tranquillo Graziani und des Kommunalarchivs (Archivio storico comunale) mit Dokumenten aus dem 13. Jahrhundert. Die Biblioteca Comunale wurde nach Tranquillo Graziani benannt, einem Anwalt aus Cascia, der im 17. Jahrhundert lebte und mit seinem Testament vom 2. Juli 1689 die ersten Dokumente und Bücher der Biblioteca zur Verfügung stellte. Die Sammlung wurde im 19. Jahrhundert durch Lorenzo Franceschini erheblich erweitert. Die erste Katalogisierung fand ab den 1950er Jahren durch Agostino Serantoni statt. Sie befindet sich nach mehreren Umzügen (die Sammlung war zuerst im Convento dell’Annunziata, ab 1690 im Palazzo Poli, ab 1729 im Palazzo Franceschini, ab 1732 im Palazzo Consolare und bis 1979 im Palazzo Comunale) seit 1997 im Palazzo Carli. Der Palazzo selbst wurde im 16. Jahrhundert von der Familie Franceschini erbaut und ging an die Familie der Carli durch die Heirat von Gaetano Carli mit Anna Franceschini über. 1979 kaufte die Gemeinde Cascia das Gebäude, das sie erst renovierte und dann die Sammlung installierte. Eine erste Restaurierung fand bereits nach dem Erdbeben 1599 statt, zu dieser Zeit wurde auch der Giardino (Garten) erstellt, der mit dem Palazzo nach dem Erdbeben 1703 ebenfalls neu strukturiert wurde.

### Palazzo Santi / Museo Civico di Palazzo Santi
Das Gebäude an der Piazza Aldo Moro stammt aus dem 16. Jahrhundert und befindet sich im ältesten Teil des historischen Ortskerns. Der Palazzo entstand durch Colasante Santi, Mitglied der örtlichen Santi-Familie. Es wurde nach dem Erdbeben von 1599 durch Pierluigi Cavaliere di Santo Stefano renoviert. Nach dem Erdbeben von 1703 übernahm der Augustinerorden das Gebäude und behielt es bis 1739, als die Gemeindeverwaltung das Gebäude gegen den Convento di Santa Lucia tauschte. Die Gemeindeverwaltung nutzte den Palast als Kaserne und Sitz des Amtsarztes und errichtete 1746 im Gebäude eine Kirche (Chiesa di Sant’Emidio zu Ehren des Schutzheiligen gegen Erdbeben, Emidio d’Ascoli, * 273 in Trier; † 5. August 303 oder 309 in Ascoli Piceno). 1768 entstand durch die Jesuiten eine von ihnen geführte Schule, die bereits fünf Jahre später wieder in eine Kaserne umgewandelt wurde. Nach der italienischen Einheit 1860 wurde der Palazzo Sitz der Carabinieri, danach bis 1979 eine Hotelschule. Von 1980 bis 1981 wurde der Palazzo restauriert, seit dem 28. Juni 1998 ist er Sitz des Museo Civico. Dieses enthält im Erdgeschoss ein archäologisches Museum. Zu den bekanntesten Werken gehört das von Domenico Corvi (San Giuseppe e i Santissimi Vincenzo Ferrer e Antonio Abate, Leinwandgemälde).

## Weitere Sehenswürdigkeiten
- Chiesa di San Fortunato, im 12. Jahrhundert entstandene Kirche im Ortsteil Poggio Primocaso, enthält das 1654 entstandene Fresko Arrivo della reliquia di San Fortunato von Guido Ubaldo Abbatini (auch Guidobaldo Abbatini genannt).
- Chiesa di Sant’Agostino, bereits 1380 umgebaute Kirche älteren Ursprungs, befindet sich am höchsten Punkt des Ortes. Unter der Kirche befinden sich Reste einer Kirche aus dem 11. Jahrhundert.
- Collegiata di Santa Maria, Kirche aus dem 12. Jahrhundert, die mehrfach aufgrund von Erdbebenschäden erneuert und verändert wurde. Der Legende nach soll 1381 die hl. Rita von Cascia in dem Taufbecken der Kapelle getauft worden sein.
- Chiesa parrocchiale di San Leonardo, bereits 1393 erwähnte Kirche im Ortsteil Tazzo
- Chiesa di Santa Maria Avvocata, Kirchenruine im Ortsteil Tazzo. Wurde um 1300 errichtet und beim Erdbeben 1979 fast komplett zerstört.
- Palazzo Frenfanelli, Gebäude aus dem 16. Jahrhundert, heute Sitz der Kommunalverwaltung.
- Rocca di Cascia, Burgruine, die 1465 von Battista da Castiglione ausgebaut wurde und 1517 durch die Soldaten des Kirchenstaates zerstört wurde.
- Cascia ist Abschluss der ersten Etappe des Pilgerwegs Benediktweg von Norcia über Subiaco nach Montecassino.

## Sehenswürdigkeiten im Ortsteil Roccaporena

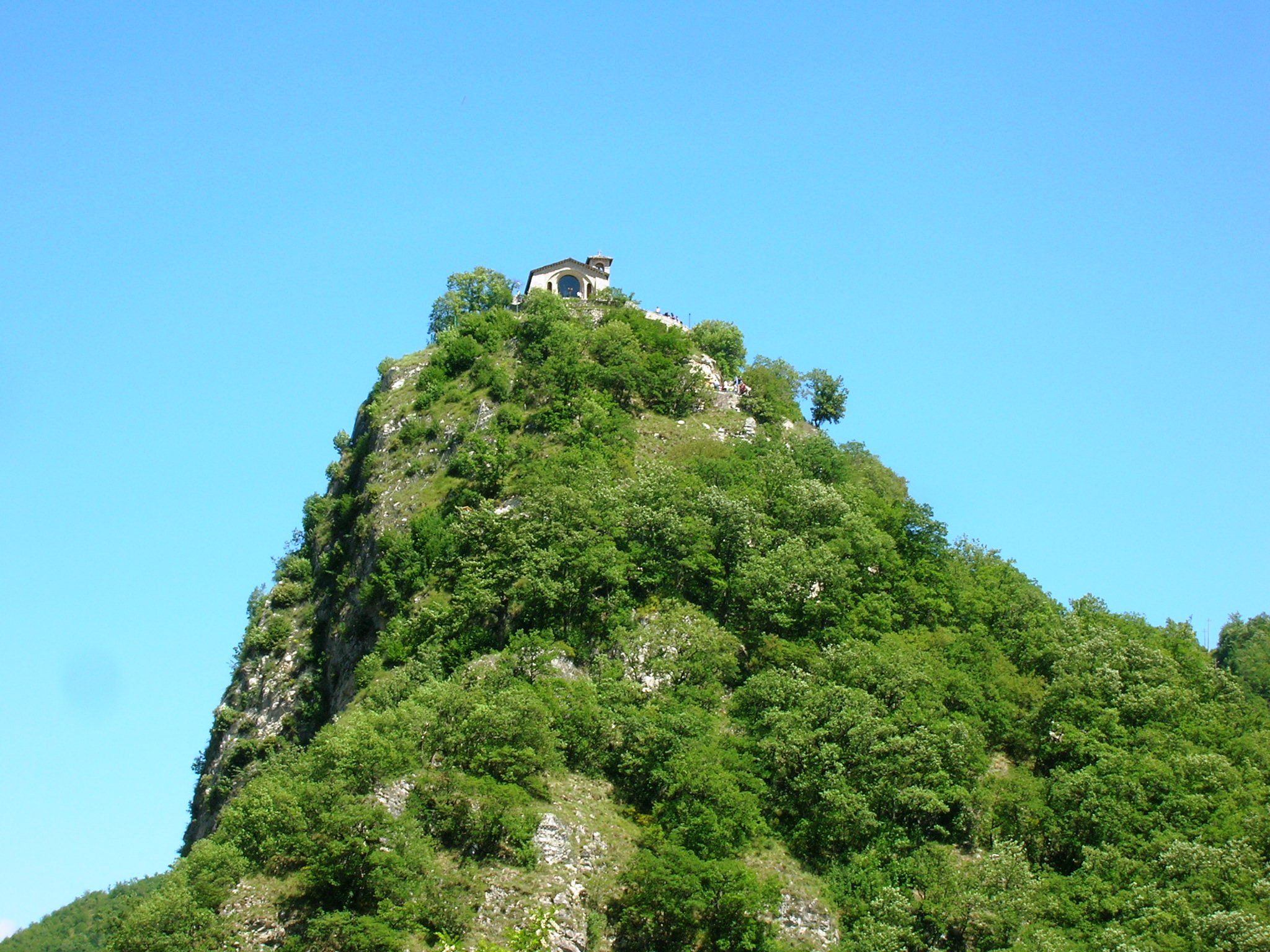
Kapelle und Berg Scoglio di Santa Rita im Ortsteil Roccaporena

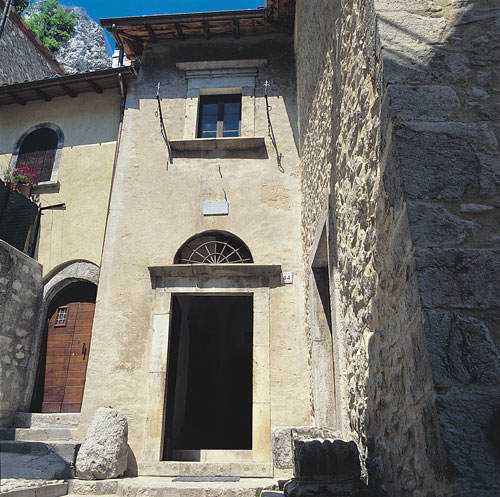
Geburtshaus der Santa Rita im Ortsteil Roccaporena

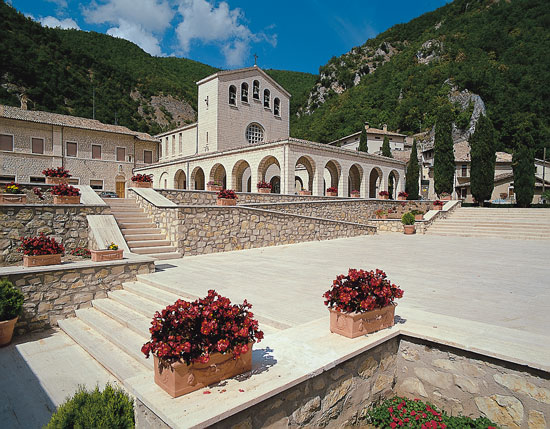
Santuario di Santa Rita im Ortsteil Roccaporena

- Casa di Santa Rita, Gebäude aus dem 14. Jahrhundert und Haus der Hl. Rita mit dazugehörigem Garten Orto del Miracolo. Wurde 1629 zur Kapelle erklärt und enthält ein Kunstwerk von Luca Giordano. Wurde 1946 restauriert.
- Chiesa di San Montano, Kirche aus dem 13. Jahrhundert im Ortsteil Roccaporena; Ort, an dem die hl. Rita den Paolo di Ferdinando ehelichte.
- Santuario di Santa Rita, 1946 errichtetes Sanktuarium. Enthält eine 1968 von Venanzo Crocetti erstellte Bronzefigur der Hl. Rita.
- Scoglio di Santa Rita, Berg nahe dem Ortsteil Roccaporena, wo der Legende nach die Hl. Rita betete. 1919 wurde die Kapelle errichtet und 1979 nach dem Erdbeben wiederaufgebaut.

## Söhne und Töchter der Gemeinde
- Rita von Cascia (1381–1447), im circa fünf Kilometer westlich gelegenen Ortsteil Roccaporena geborene Ordensschwester und Heilige.

## Radsport
Cascia war Ziel der zehnten Etappe des Giro d’Italia 1981, die Gianbattista Baronchelli gewann.